# Kivijärvi (sjö i Finland, Kajanaland, lat 65,28, long 29,10)
Kivijärvi är en sjö i Finland. Den ligger i kommunen Suomussalmi i landskapet Kajanaland, i den nordöstra delen av landet, 600 km norr om huvudstaden Helsingfors. Kivijärvi ligger 249 meter över havet. Arean är 36,5 hektar och strandlinjen är 3,69 kilometer lång. Sjön  ingår i Uleälvens huvudavrinningsområde. 